# Propano-1,3-diol
O propano-1,3-diol é um diol contendo três carbonos na sua estrutura. Em condições normais de temperatura e pressão, é um líquido viscoso, transparente e incolor, miscível com a água e com etanol.
O propano-1,3-diol entra na formulação de diversos produtos industriais, incluindo materiais compósitos, adesivos, películas, moldes, poliésteres alifáticos, copoliésteres, solventes e anticongelantes.
O propano-1,3-diol não aparenta possuir um risco significativo aquando da inalação do seu vapor ou de uma mistura vapor/aerossol.
Um dos processos de produção industrial de propano-1,3-diol é através do uso de uma estirpe de Escherichia coli geneticamente modificada, usando xarope de milho (composto principalmente por glicose) num processo fermentativo.